# Banja Luka Open
Banja Luka Open, właśc. Srpska Open – męski turniej tenisowy kategorii ATP Tour 250 zaliczany do cyklu ATP Tour, rozgrywany na kortach ziemnych w bośniackiej Banja Luce w 2023 roku.

## Mecze finałowe

### Gra pojedyncza mężczyzn
| Rok  | Zwycięzca     | Finalista      | Wynik         |
| 2023 | Dušan Lajović | Andriej Rublow | 6:3, 4:6, 6:4 |

### Gra podwójna mężczyzn
| Rok  | Zwycięzcy                  | Finaliści                             | Wynik    |
| 2023 | Jamie Murray Michael Venus | Francisco Cabral Ołeksandr Nedowiesow | 7:5, 6:2 |